# Senator für Angelegenheiten der Religionsgemeinschaften
Der Senator für Angelegenheiten der Religionsgemeinschaften ist die Verbindungsstelle des Bremer Senats mit den Religionsgemeinschaften in der Freien Hansestadt Bremen. Bis 2015 lautete die Bezeichnung Senator für kirchliche Angelegenheiten.

## Vorgeschichte
Infolge der Reformation von 1522 wurde der Rat als Landesherr zum summus episcopus der Bremischen Evangelischen Kirche. In vielen protestantischen Staaten Europas entstanden nach und nach Ministerien für kirchliche Angelegenheiten.
Als mit der Weimarer Verfassung Kirche und Staat getrennt wurden, dauerte es bis 1920, bis die Trennung auch in den Regierungen der deutschen Länder durchgeführt war. Bis 1920 übte die Senatskommission für die kirchlichen Angelegenheiten das Recht des summus episcopus aus. Sie bestand beispielsweise 1912 aus dem Bürgermeister Karl F. H. Stadtländer, dem Senator Georg Oelrichs als Vorsitzer sowie  dem Senator Theodor Spitta. In der Verfassung der Freien Hansestadt Bremen von 1920 heißt es unter IV. Kirchen und Religionsgesellschaften:
„§ 87. Die Kirchen und Religionsgesellschaften sind vom Staate getrennt.“
„Der entscheidende Kopf bei der Neugestaltung der Bremer Verfassung“ von 1920 war der Justizsenator Theodor Spitta. Da er auch „an der Neugestaltung der“ nun vom Staat getrennten „Bremischen Evangelischen Kirche entscheidenden Anteil hat[te]“, sorgte er dafür, dass die Trennung nicht allzu gravierend ausfiel. So wirkte  Spitta von Januar 1930 unter anderem als Senatskommissar für kirchliche Angelegenheiten. 1933 übte Senator Richard von Hoff dieses Amt aus. Er war Kommissar für kirchliche Angelegenheiten wie Kommissar für die kirchlichen Gemeindeschulen. Im Ressort des Senators für das Bildungswesen gab es eine Behörde für Kunst und Wissenschaft und kirchliche Angelegenheiten. Und selbst im ersten vom NSDAP-Bürgermeister Richard Markert geführten Senat gab es beim Senator Richard von Hoff die Ämter des Kommissars für kirchliche Angelegenheiten wie des Kommissars für die kirchlichen Gemeindeschulen weiter.

## Das Amt seit 1946
Da Theodor Spitta, der Vater der Bremischen Verfassung von 1920, von der amerikanischen Militärregierung 1946 als Senator für Justiz und (bremische) Verfassung und zweiter Bürgermeister eingesetzt wurde, war „seine Hauptaufgabe, die Federführung bei den Verhandlungen über die neue Verfassung von 1947“. In ihr sorgte er mit dem ab 1946 geschaffenen Senator für Justiz, Verfassung und für kirchliche Angelegenheiten für Kontinuität. Spitta füllte dieses Amt zunächst selbst aus. In der 1. und 2. Wahlperiode der Bremischen Bürgerschaft von 1946 bis 1951 war er Senator für Justiz, Verfassung und für kirchliche Angelegenheiten. Ab der 3. Wahlperiode von 1951 bis 1955 wurden beide Ämter getrennt und Theodor Spitta wurde in der 3. Wahlperiode als Senator für Justiz, Verfassung sowie als Senator für kirchliche Angelegenheiten aufgeführt. Dienstsitz war wie zuvor das Bremer Rathaus. Als Ansprechpartner wurden genannt: die Bremische Evangelische Kirche, die Katholische Gemeinde zu Bremen und die Israelitische Kultusgemeinde.
Das blieb so bei den Nachfolgern im Justizressort, den Senatoren Erich Zander, 4. Wahlperiode 1955–1959, Ulrich Graf, 5. Wahlperiode 1959–1963, 6. Wahlperiode 1963–1967. In der 7. Wahlperiode übte er das Amt des Kirchensenators, wie es umgangssprachlich in Bremen genannt wurde, bis zum 1. Juni 1971 aus. Damals traten die FDP-Senatoren drei Monate vor der Wahl zurück. Ihre Ämter wurden von SPD-Senatoren kommissarisch übernommen. So wurde der Senator für Bildung, Moritz Thape, ab 2. Juni 1971 Senator für kirchliche Angelegenheiten.
In der 8. Wahlperiode 1971 bis 1975 wie der 9. Wahlperiode 1975 bis 1979  blieb das Amt abgespeckt zu einer Abteilung beim Senator für Bildung, weil, wie Bürgermeister Hans Koschnick sich erinnerte, es hauptsächlich um Fragen der kirchlichen Schulen ging.
Da der Kontakt zwischen dem Senator für Bildung und den Kirchen unzureichend war, übernahm Bürgermeister Hans Koschnick das Amt des Kirchensenators 1979 als selbständiges Ressort und siedelte es wieder im Bremer Rathaus an. Von Koschnick ging es auf die Präsidenten des Senats und Bürgermeister über: Klaus Wedemeier 1985, Henning Scherf 1995, Jens Böhrnsen 2005, Carsten Sieling 2015 und Andreas Bovenschulte 2019.

## Neue Bezeichnung
2012 wurde das Arbeitsgebiet Kirchliche Angelegenheiten um Politische Philosophie und Projekte erweitert, sodass nicht nur Verbindungen zu den christlichen Kirchen und der Jüdischen Gemeinde, sondern auch zum Islam und anderen Glaubensgemeinschaften in Bremen gepflegt werden. Hinzu kommt die Organisation kleinerer und größerer Projekte, so zum Beispiel die Nacht der Jugend, der Stadtplan der Religionen von Jugendlichen für Jugendliche und das Netzwerk Zukunftsgestaltung und seelische Gesundheit. 2015 erfolgte mit dem Amtsantritt von Carsten Sieling als Präsident des Senats die Umbenennung in Senator für Angelegenheiten der Religionsgemeinschaften.